# Link aggregation
Link aggregation, o IEEE 802.3ad, termine di computer networking che descrive l'utilizzo di multipli cavi Ethernet in parallelo per incrementare la velocità del collegamento oltre i limiti del singolo cavo, e per incrementare la ridondanza per una più alta disponibilità.  È possibile riferirsi a questa tecnica anche con "Ethernet trunk", "NIC teaming", "port channel", "port teaming", "port trunking", "link bundling", "EtherChannel", "Multi-Link Trunking (MLT)", "DMLT", "SMLT", "DSMLT", "R-SMLT", "NIC bonding", "Network Fault Tolerance (NFT)" e "link aggregation group" (LAG). La maggior parte delle implementazioni sono ora conformi alla clausola 43 dello standard IEEE 802.3, colloquialmente chiamato "802.3ad", IEEE 802.1aq.
Una limitazione della link aggregation è che tutte le porte del gruppo devono risiedere sullo stesso switch logico. Tecnologie quali Nortel's SMLT, DSMLT e RSMLT, come anche Cisco StackWise e Juniper Virtual Chassis rimuovono questa limitazione, permettendo la divisione delle porte su due switch fisici separati, di fatto entrambi gli switch in questo caso divengono un unico switch logico.